# Транспорт в Чили
Транспорт в Чили по уровню развития инфраструктуры занимает первое место в Латинской Америке и одно из ведущих в мире.

## Морской транспорт
Обеспечивает около 80% объема грузоперевозок Чили. В стране имеется 26 портов, 82 площадок, 35 пристаней. Наиболее крупными портами являются Сан-Антонио и Вальпараисо, на долю которых приходится около 20% всего грузопотока (2006). В портовом хозяйстве занято более 20 тыс. человек. Общая судовместимость портов и рейдов — до 700 судов.

## Авиационный транспорт
Чили занимает ведущее место по перевозкам пассажиров на средние и дальние расстояния. Пассажиропоток составляет около 7604 тыс. чел. (2006).
Основной компанией международных пассажирских авиаперевозок является авиакомпания LAN Airlines.
Имеется 73 аэропорта (7 из них международные) и аэродрома со взлетно-посадочной полосой. Главными «международными воротами» Чили является аэропорт Сантьяго «международный аэропорт имени коммодора Артуро Мерино Бенитеса». Другие международные аэропорты — Арика, Икике, Антофагаста, Пуэрто-Монт; 12 аэропортов имеют национальный статус — Калама, Копиапо, Ла-Серена, Винья-дель-Мар, Чильян, Консепсьон, Лос-Анхелес, Темуко, Вальдивия, Осорно, Койайке и Пунта Аренас.

## Железнодорожный транспорт
Играет вспомогательную роль. Доля железнодорожных перевозок в общем объеме грузооборота составляет менее 1%. Многие дороги заброшены с начала 70-х годов. Протяженность железных дорог — 7281,5 км (2014). Менее половины из них электрифицированы.
На остальной части используются дизельные локомотивы и устаревшие типы паровозов. Поскольку магистрали строились частными компаниями независимо, до сих пор отсутствует единая сеть. Ширина колеи — 1,0 м и 0,75 м.
Существуют дороги общественного пользования, государственные и частные. Последние используются для перевозки полезных ископаемых в северной части страны. Большинство железных дорог принадлежит государственной  компании Empresa de Ferrocariles de Estado (EFE) и Ferrocarril del Norte (Ferronor).
На севере железная дорога ведёт в Боливию (2 пункта пропуска), а также Перу, на востоке имеется 2 пункта пропуска в Аргентину. Однако постоянно действует лишь пункт Ольягуе в Боливию.

### Трансандинская железная дорога
Действовала с 1910 до 1984 года. Длина— 225 км между городами Лос-Андес и Мендоса.

### Метро
- Метрополитен Сантьяго
- Метрополитен Вальпараисо
- Биотрэн (Консепсьон)

## Автомобильный транспорт
Основной вид перевозки грузов и пассажиров как внутри страны так и транзит в Аргентину, Боливию, Перу, Парагвай и Бразилию. Общая протяженность автомобильных дорог составляет около 78 тыс. км (2010), из них с покрытием до 18 тыс. км.
Количество автомобилей и такси — 1 803 150 (2007), в 1990 году — 710 417.

### Дороги
К основным коридорам относятся:
- Дорога 5 (Панамерикана, от границы с Перу до острова Чилоэ)
- Дорога 7 (от города Пуэрто-Монт через Аргентину до парка Торрес-дель-Пайне)
- Автострада-дель-Соль, дорога 68 (от Сантьяго до порта Вальпараисо)
- Дорога 78 (от Сантьяго до Сан-Антонио)
- Дорога 57 (от Сантьяго до границы с Аргентиной в Лос-Андес)
- Дорога 60 (Трансандина, от Вальпараисо до границы с Аргентиной в Тунель Кристо Редендор)
- Дорога 152 (от Консепсьона до дороги 5)
- Дорога 7 (от Пуэрто-Монт до области Либертадор-Хенераль-Бернардо-О’Хиггинс)
- Дорога 9 (от Багуалеса до границы с Аргентиной в Сан-Хуане)